# 江苏省如东高级中学
江苏省如东高级中学位于江苏省南通市如东县掘港镇开发区南。她诞生于抗日战争的烽火硝烟中，成长在祖国日新月异的变化里，崛起在改革开放和谐发展的新时代。是国家级示范性高中，新校区于2002年正式启用，资产总额达2亿人民币。2004年首批平转为江苏省四星级高中，2009年通过江苏省教育评估院复审验收。
学校本科上线人数达90%以上。